# Serapeu de Saqqara
|  | Per a altres significats, vegeu «Serapeum». |

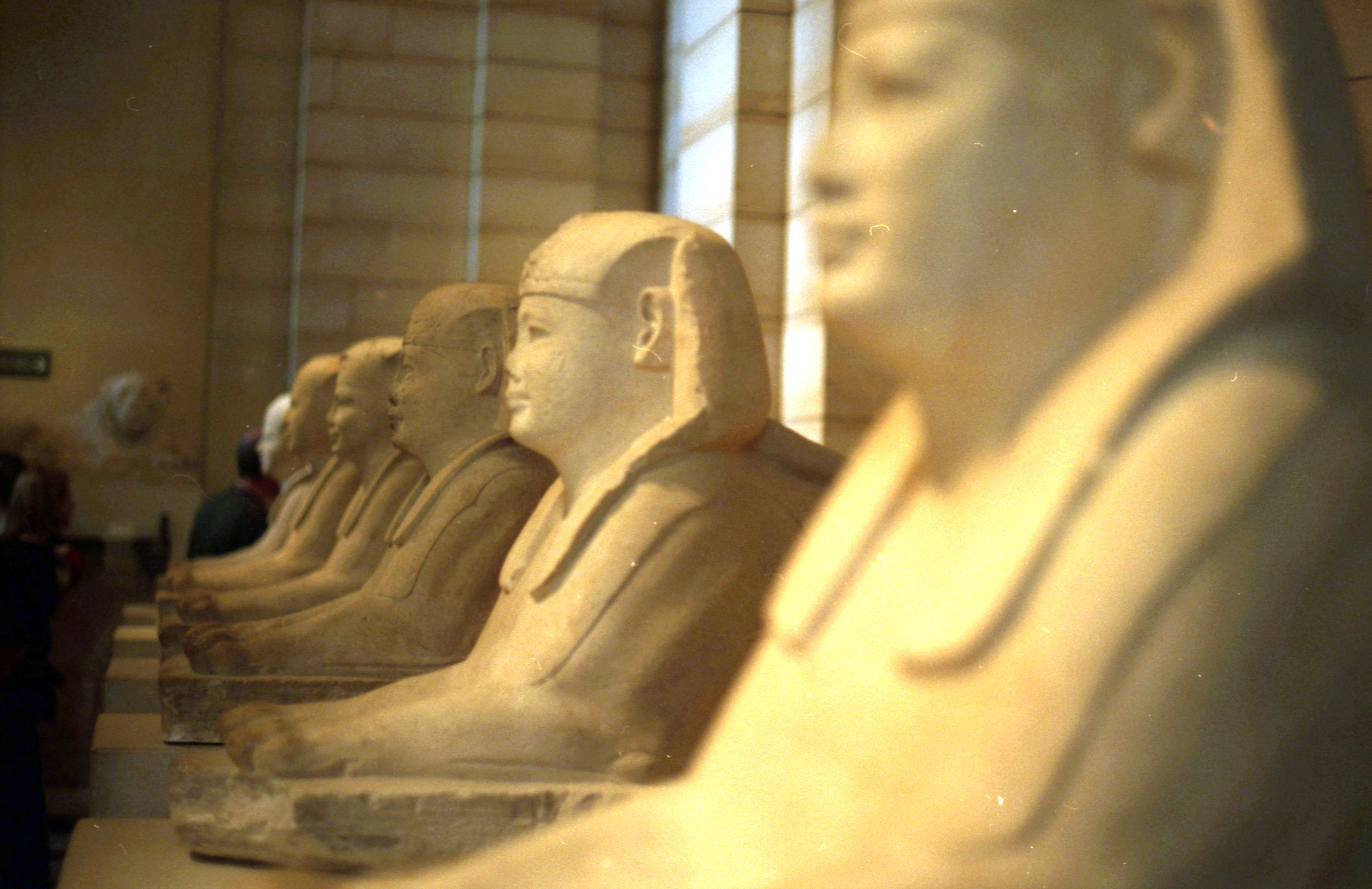
El Serapeum de Saqqara estava precedit per una avinguda processional (dromos) flanquejada per esfinxs. Actualment es troben al Museu del Louvre

El  serapeu de Saqqara o serapeu de Memphis és la necròpoli subterrània, situada al nord de Saqqara, a prop de Memphis, on es van enterrar els sagrats bous Apis. El nom Serapeum el va donar Estrabó, associant Apis a Serapis.
La veneració del bou Apis està testificada, segons la pedra de Palerm, des de la dinastia I. Va ser adorat a Memphis, mentre vivia, com a encarnació del ca de Ptah, déu creador, però quan va moir va associar.se a Osiris, el déu de la resurrecció. En van dir "El missatger de Ptah". Els enterraments rituals del bou Apis van tenir el seu apogeu tardanament. Quna moria un bou Apis, es feia un ritual llarg i complex, que faria renéixer. Aquests bous sagrats van ser enterrats en sarcòfags, elaborats amb blocs petris monolítics.

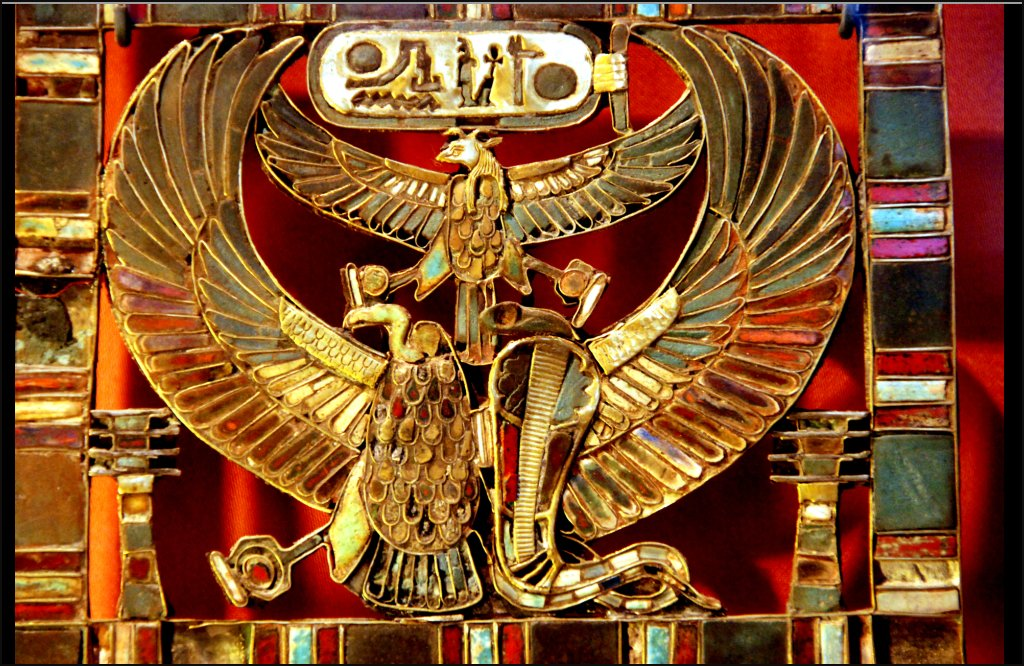
Pectoral de Khaemwaset (tomba del serapeu)

El Serapeum es troba a dotze metres de fondària. Té tres passatges: el principal fa 68 m de llarg, 3 m d'ample i 4,5 m d'alçada, amb 24 cambres laterals tallades a la roca, de 6 a 11 m de llarg i de 3 a 6 m d'amplada. A cada cambra hi ha un gran sarcòfag de basalt, de granit negre o rosat, o de pedra calcària. Pesen de seixanta a vuitanta tones. La majoria fa 4 m de longitud per 2,3 m d'ample i 3,3 m d'alçada, amb una tapadora del mateix material. Alguns tenen inscripcions gravades.
L'arqueòleg Auguste Mariette va descobrir aquest llegendari lloc el 1850. Els quatre sarcòfags trobats havien estat saquejats. També hi va trobar la famosa estàtua de l'«Escriba assegut», que es considera una de les més belles escultures egípcies.
Fent més excavacions s'hi va descobrir una galeria més antiga, i després una altra d'anterior. La primera d'aquestes galeries estava bloquejada per una roca enorme, i van caldre explosius per obrir-la. Sota la roca es va trobar la mòmia d'un home, el príncep Jaemuaset, un fill de Ramsès II, que era governador de Memphis i també gran sacerdot de Ptah. Havia demanat ser enterrat amb els bous sagrats i no en una tomba pròpia.

## Esteles votives del serapeu

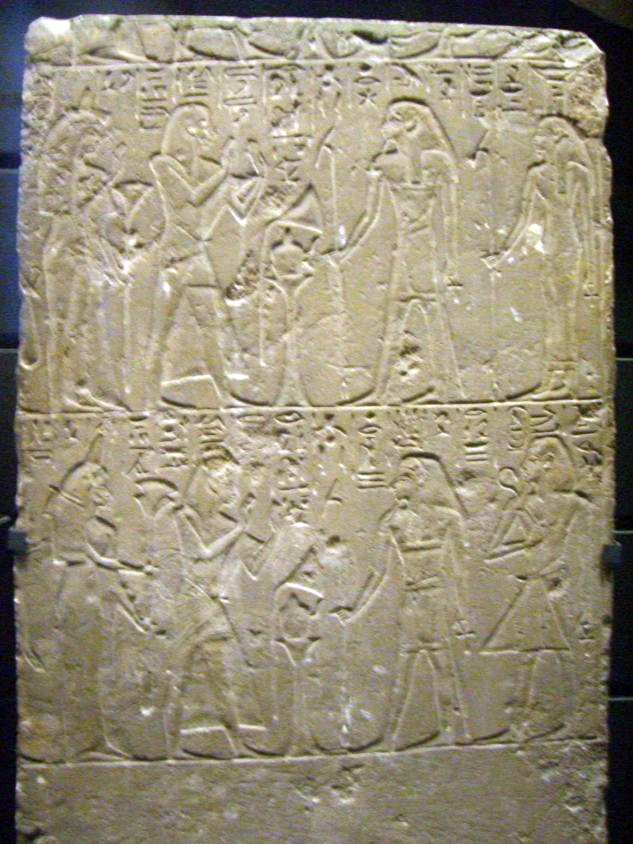
Estela de Tshutshu, metge, època d'Ay
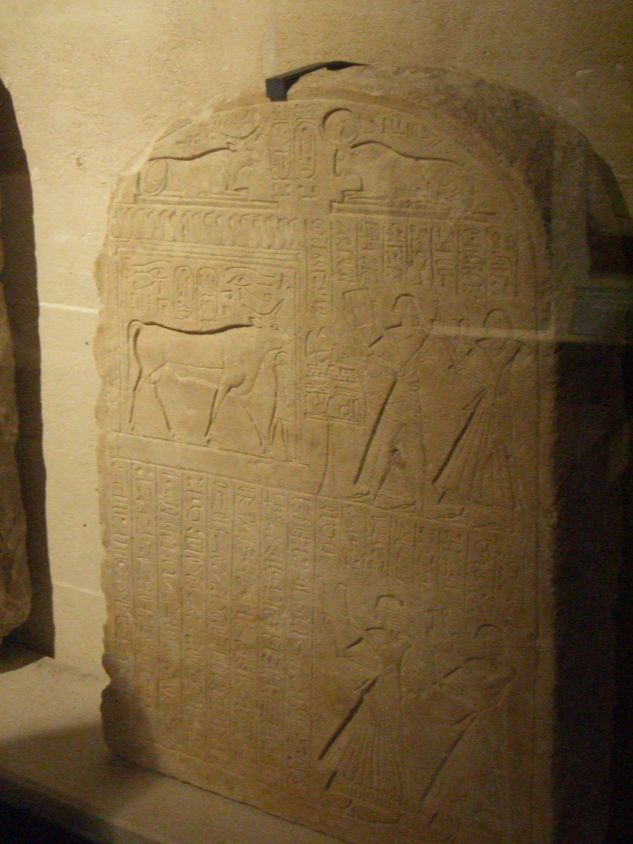
Estela d'Apis enterrat en època de Ramsès II
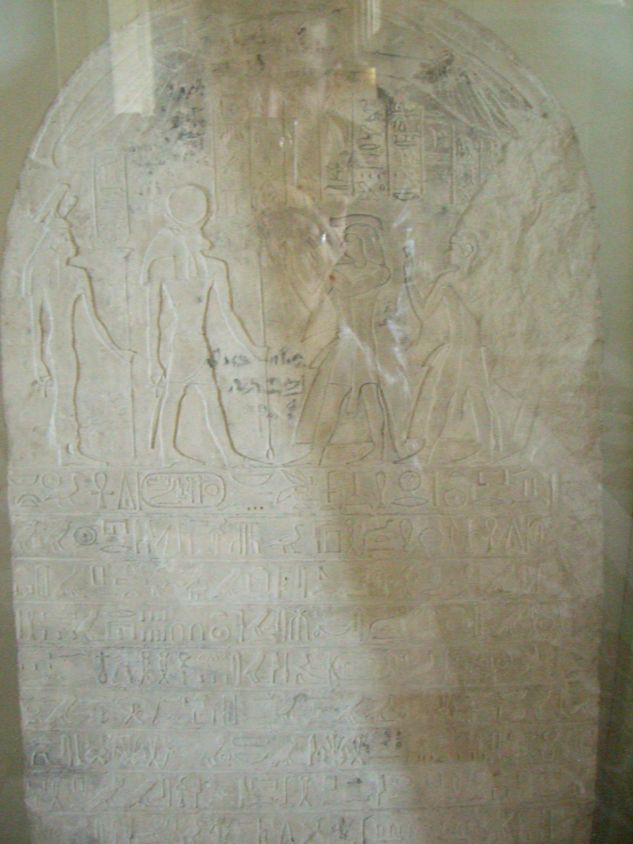
Estela d'Apis enterrat en època de Pami
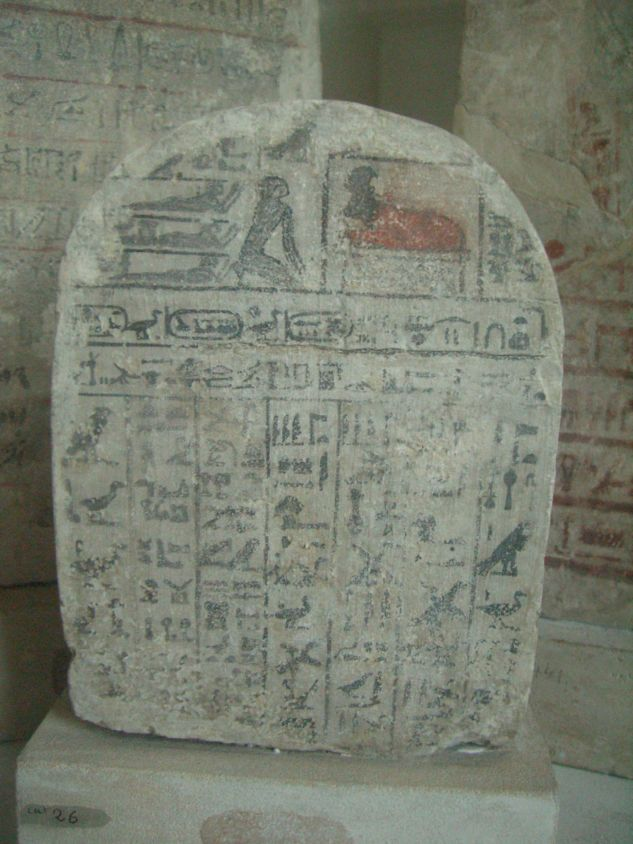
Estela d'Apis enterrat en època de Sheshonq V
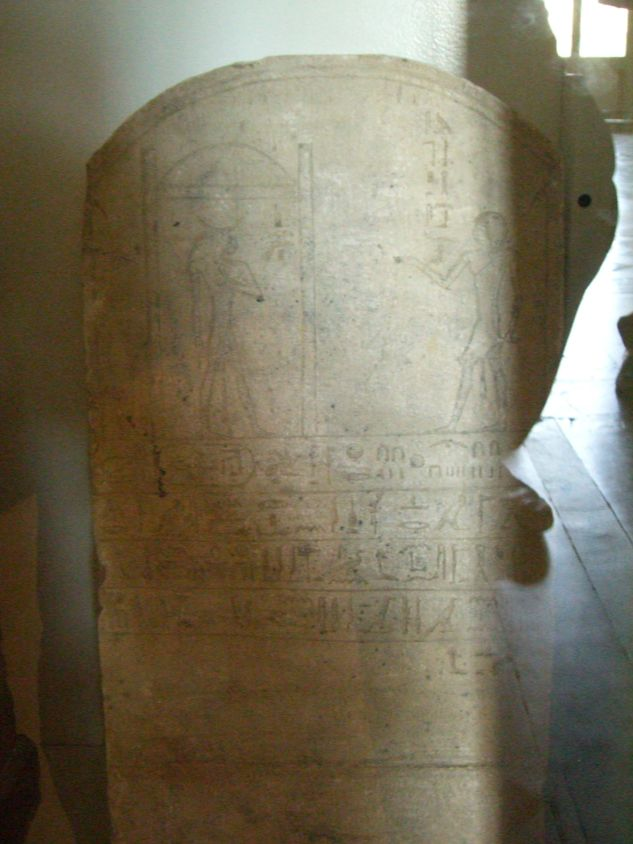
Estela d'Apis enterrat en època de Taharqa
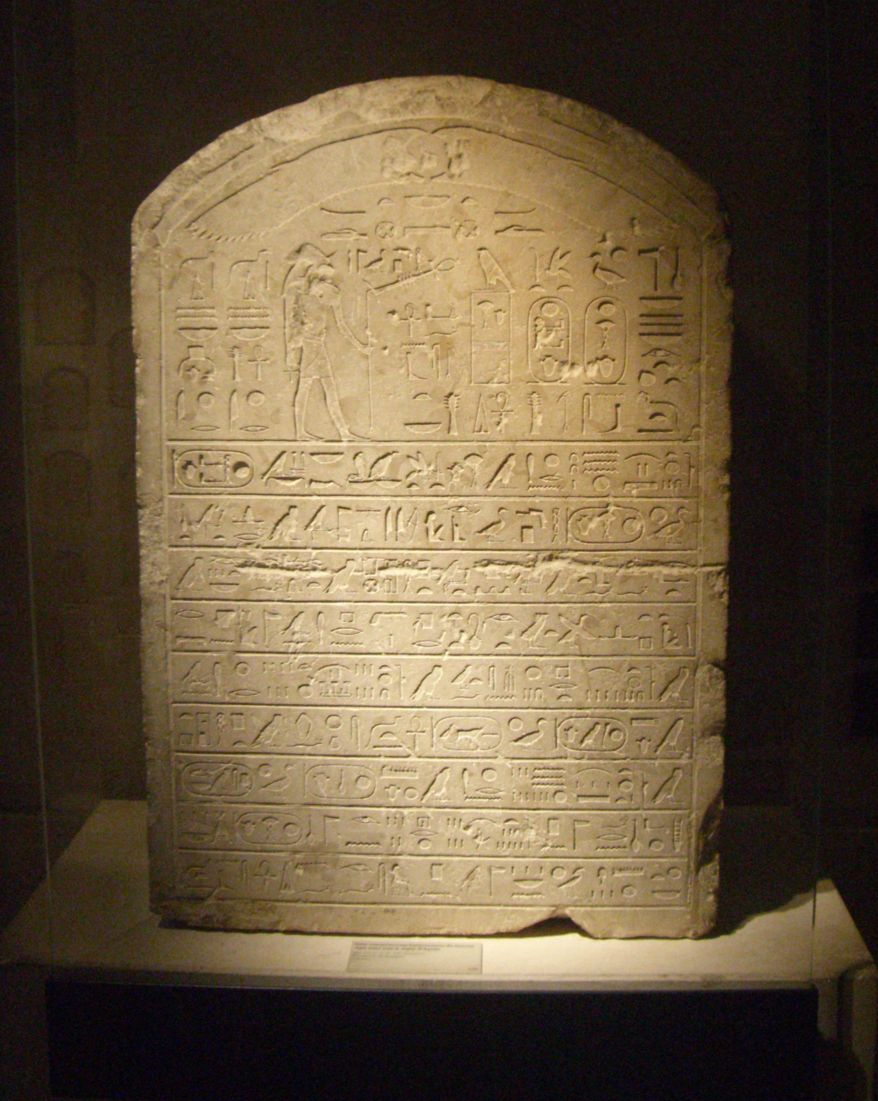
Estela d'Apis enterrat en època d'Apries
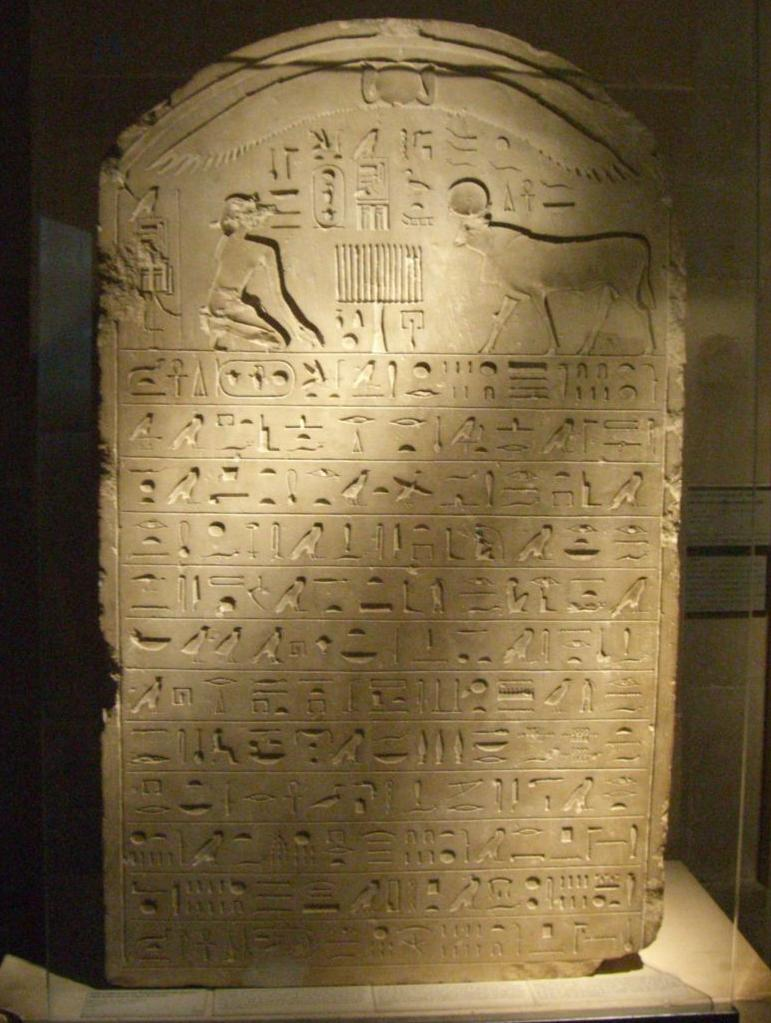
Estela d'Apis enterrat en època d'Amosis II
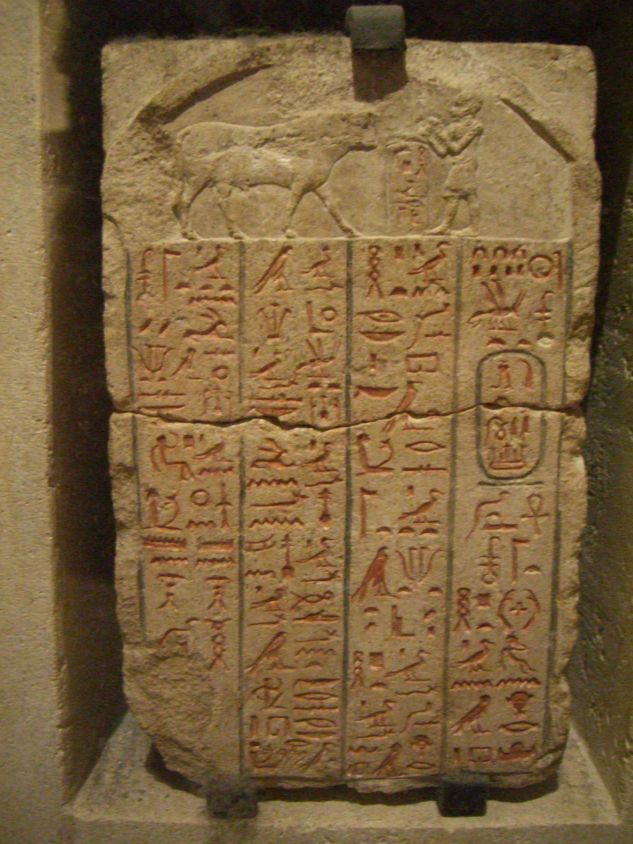
Estela d'Apis enterrat en època de Darios I

## Altres serapeus
- Serapeum d'Alexandria.
- Serapeum de Canopus.

## Nota
1. ↑  N. Ares. Egipto. Hechos y objetos inexplicables del Egipto.  EDAF, 4 abril 2002, p. 190–. ISBN 9788441410954 [Consulta: 22 abril 2011].